# 坡心庄
坡心庄，為1920年~1945年間存在之行政區，轄屬台中州員林郡。今彰化縣埔心鄉。

## 街原名
原屬武西堡之大埔心庄、埤霞庄、梧鳳庄、舊館、羅厝、大溝尾庄、太平庄、瓦磘厝庄
- 大埔心改稱坡心[1]

## 行政區劃
坡心庄轄域內分為坡心、埤霞、梧鳳、舊館、羅厝、大溝尾、太平、瓦磘厝八個大字。
- 坡心大字下有「坡心」、「油車店」小字名
- 埤霞大字下有「埤霞」、「菜寮」小字名
- 梧鳳大字下有「梧鳳」、「二重湳」小字名
- 羅厝大字下有「羅厝」、「芎蕉脚」小字名